# St. Eriksplan
S:t Eriksplan is een station van de Stockholmse metro aan het gelijknamige plein in de buurt Vasastaden. Het wordt bediend door alle lijnen van de groene route.
Het station werd geopend op 26 oktober 1952 als onderdeel van de doortrekking van de westelijke voorstadslijn onder het centrum. Hiermee was het westelijke deel van de groene route, tussen Kungsgatan en Vällingby, een feit. In 1957 werden het westelijke en zuidelijke deel van de groene route met elkaar verbonden en is er sprake van een doorgaande route. Sindsdien zijn de zuidelijke stations van de groene route en het 0 kilometerpunt van de metro bij Slussen, op 4,1 kilometer afstand, per metro bereikbaar.  
Het station heeft een eilandperron op 8 meter onder straatniveau en twee verdeelhallen. Aan de noordkant is de ingang bij het kruispunt Torsgatan/Sankt Eriksgatan, aan de zuidkant zijn er twee toegangen tot de verdeelhal, één op de hoek van de Rörstrandsgatan en de Torsgatan, de andere op het plein zelf. Station Karlberg van de pendeltåg ligt op ongeveer 450 meter ten westen van het station.

## Galerij

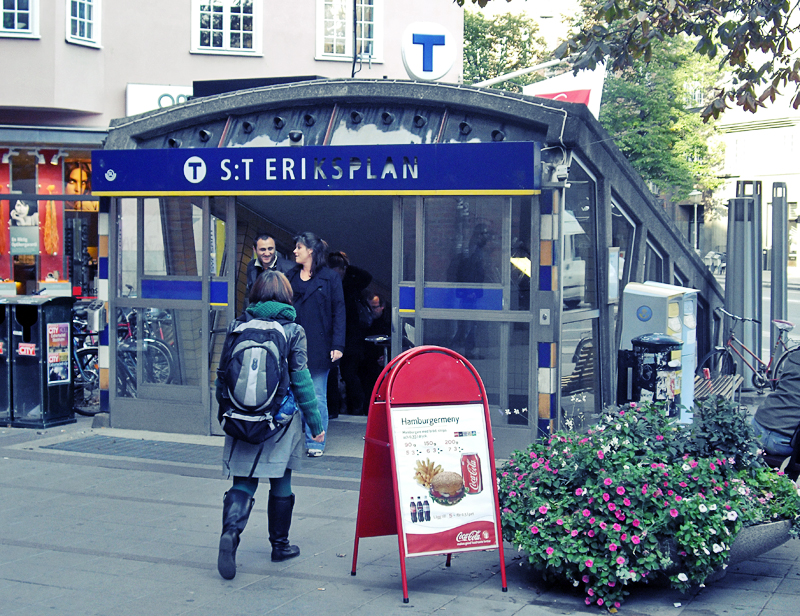
De ingang op de hoek van de Rörstrandsgatan
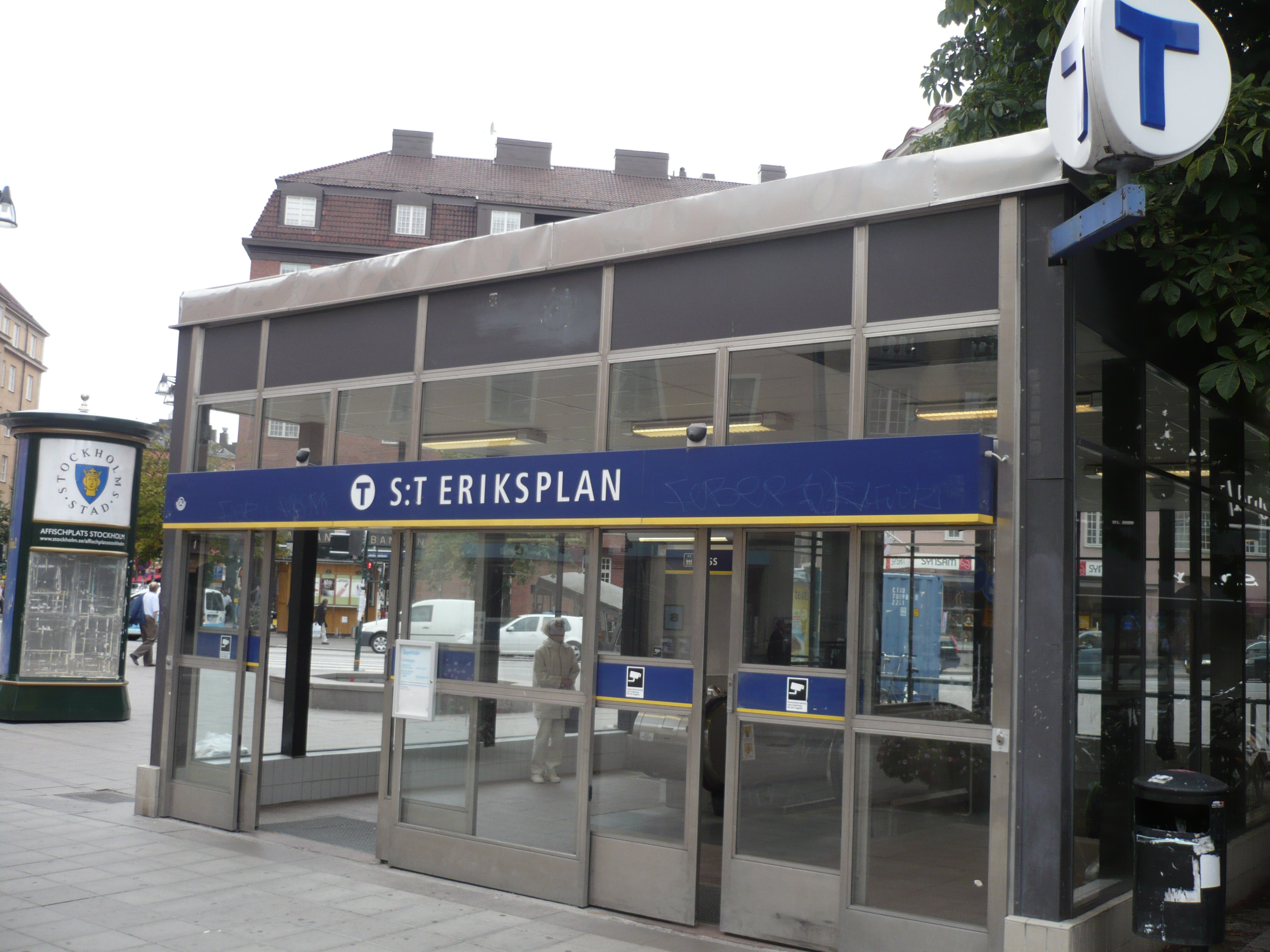
De hoofdingang op het Sint Eriksplein
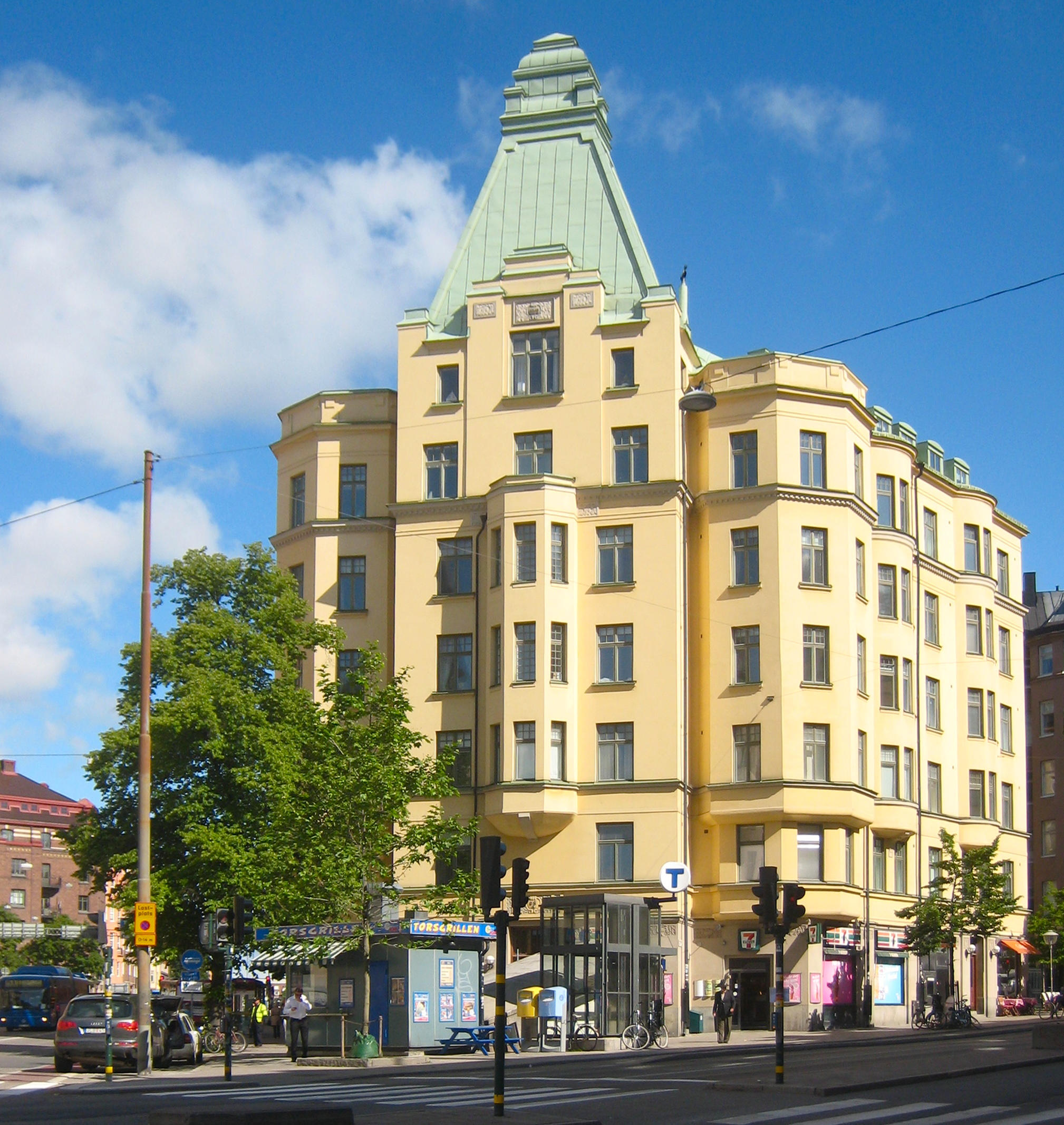
De noordelijke toegang voor een wooncomplex uit 1910

Åkeshov· 
Brommaplan·
Abrahamsberg· 
Stora Mossen· 
Alvik · 
Kristineberg · 
Thorildsplan  · 
Fridhemsplan · 
S:t Eriksplan · 
Odenplan  · 
Rådmansgatan  · 
Hötorget · 
T-Centralen ·  
Gamla Stan · 
Slussen · 
Medborgarplatsen ·  
Skanstull · 
Gullmarsplan ·  
Skärmarbrink·  
Hammarbyhöjden·  
Björkhagen·  
Kärrtorp ·  
Bagarmossen·  
Skarpnäck
Alvik · 
Kristineberg · 
Thorildsplan  · 
Fridhemsplan · 
S:t Eriksplan · 
Odenplan  · 
Rådmansgatan  · 
Hötorget · 
T-Centralen ·  
Gamla Stan · 
Slussen · 
Medborgarplatsen ·  
Skanstull · 
Gullmarsplan ·  
Skärmarbrink ·  
Blåsut·  
Sandsborg·  
Skogskyrkogården ·  
Tallkrogen·
Gubbängen·  
Hökarängen·
Farsta·
Farsta strand
Hässelby strand · 
Hässelby gård ·
Johannelund ·
Vällingby ·
Råcksta ·
Blackeberg ·
Islandstorget ·
Ängbyplan ·
Åkeshov· 
Brommaplan·
Abrahamsberg· 
Stora Mossen· 
Alvik · 
Kristineberg · 
Thorildsplan  · 
Fridhemsplan · 
S:t Eriksplan · 
Odenplan  · 
Rådmansgatan  · 
Hötorget · 
T-Centralen ·  
Gamla Stan · 
Slussen · 
Medborgarplatsen ·  
Skanstull · 
Gullmarsplan ·  
Globen ·
Enskede gård ·
Sockenplan ·
Svedmyra ·
Stureby ·
Bandhagen ·
Högdalen ·
Rågsved ·
Hagsätra